# Museo militar Base Borden
El museo militar Base Borden es un museo militar ubicado en los terrenos de la CFB Borden, Ontario, Canadá. La combinación de cuatro museos distintos, tiene numerosos elementos, equipos y vehículos de todas las épocas de la historia militar canadiense, entre ellos un gran número de vehículos históricos blindados y aeronaves exhibidas al aire libre.
Se encuentra a unos 100 kilómetros al norte de Toronto, Ontario. El museo, que combina todos los museos separados en la base, se estableció en la década de 1990.
En junio de 2007 un nuevo edificio principal del complejo del museo fue abierto, con un gran hangar para la exhibición de vehículos históricos militares. El complejo del museo se compone de varios edificios y un parque histórico.

## Algunas colecciones

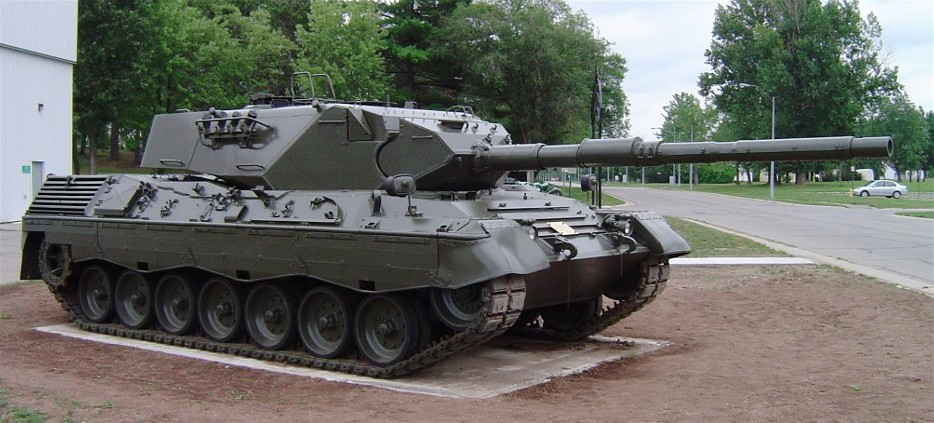
Tanque de guerra Leopard C1
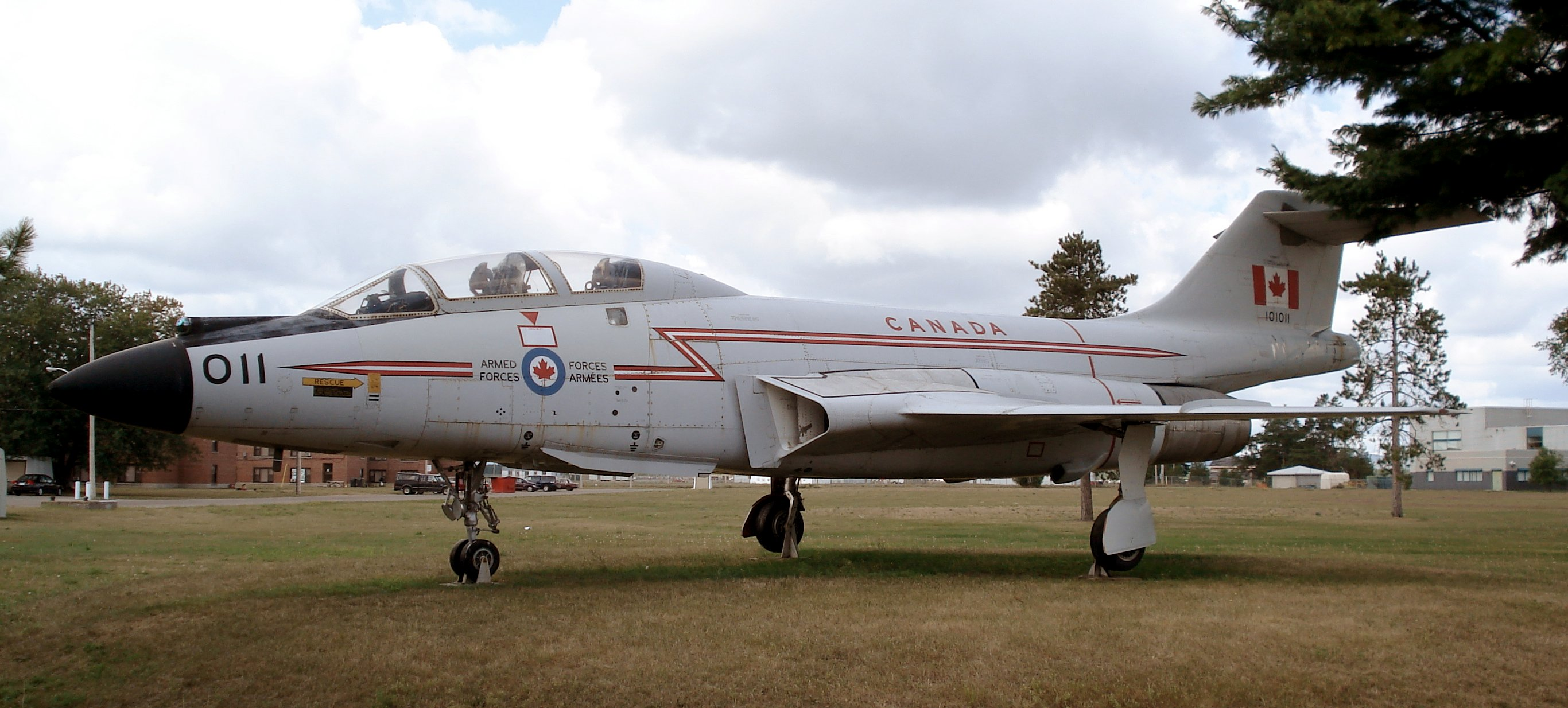
McDonnell CF-101 Voodoo
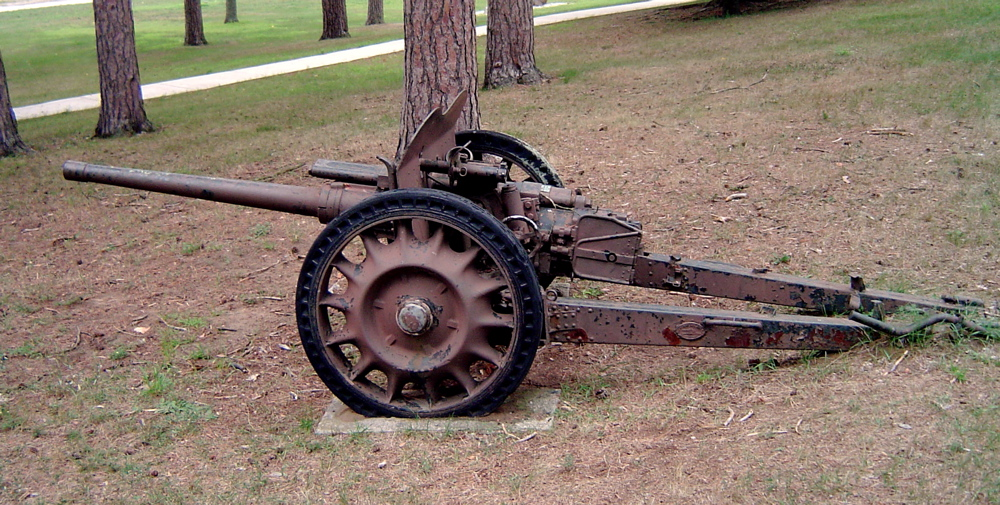
Cañón antitanque francés Hotchkiss de 47 mm
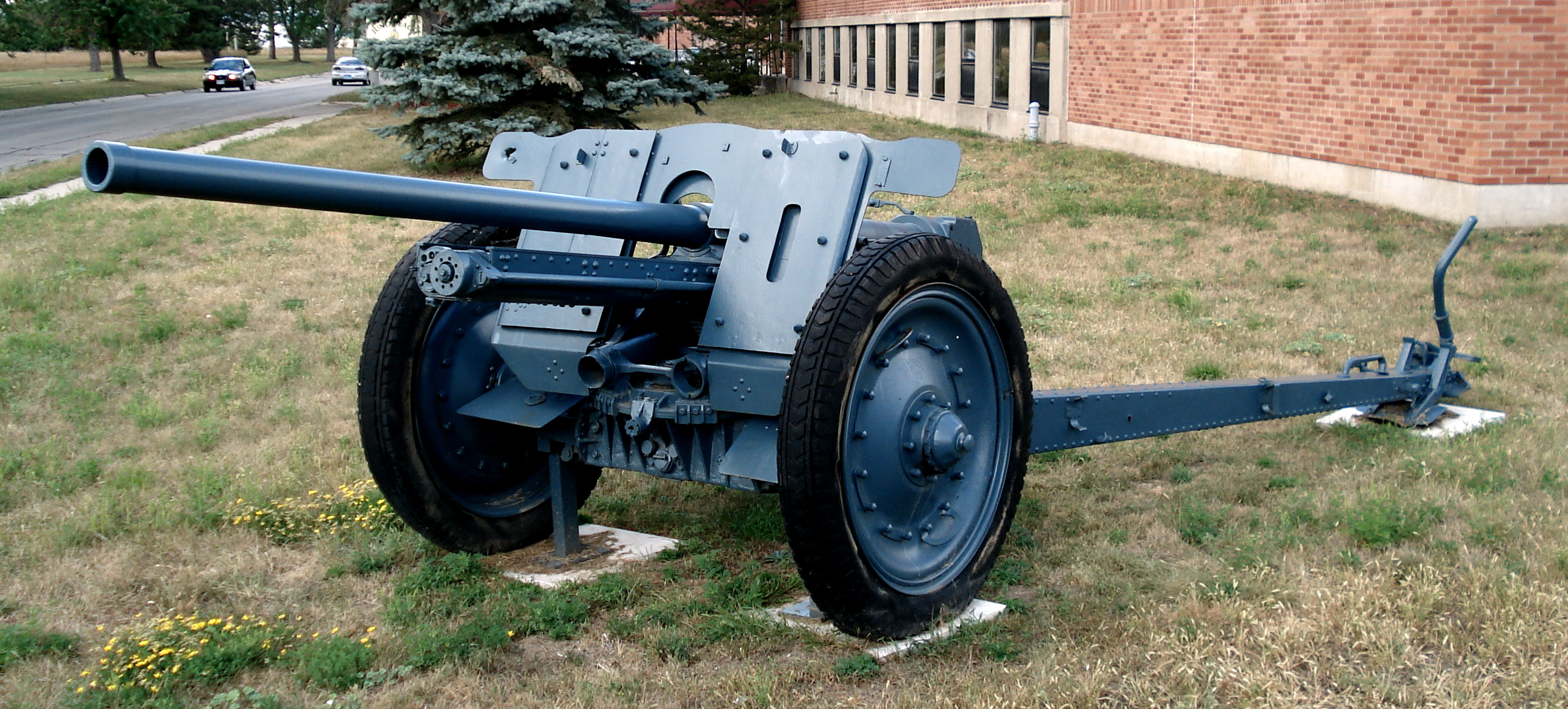
Antitanque 7.62 cm Pak 36(r)